# 长尾奇鹛
长尾奇鹛（学名：Heterophasia picaoides），是画眉科奇鹛属的一种，分布于不丹、老挝、中国大陆、越南、印度、泰国、印度尼西亚、缅甸、马来西亚和尼泊尔。该物种的保护状况被评为无危。
长尾奇鹛的平均体重约为42.4克。栖息地包括亚热带或热带的（低地）湿润疏灌丛、亚热带或热带的湿润低地林、亚热带或热带的高海拔疏灌丛和亚热带或热带的湿润山地林。该物种的模式产地在尼泊尔。

## 亚种
- 长尾奇鹛云南亚种（学名：Heterophasia picaoides cana）。分布于缅甸、老挝、泰国、越南以及中国大陆的云南等地。该物种的模式产地在泰国北部DoiAngKa。[3]